# Osterberg
Osterberg é um município da Alemanha, localizada no distrito de Neu-Ulm, no estado de Baviera.